# زهرة العنقود السنطية

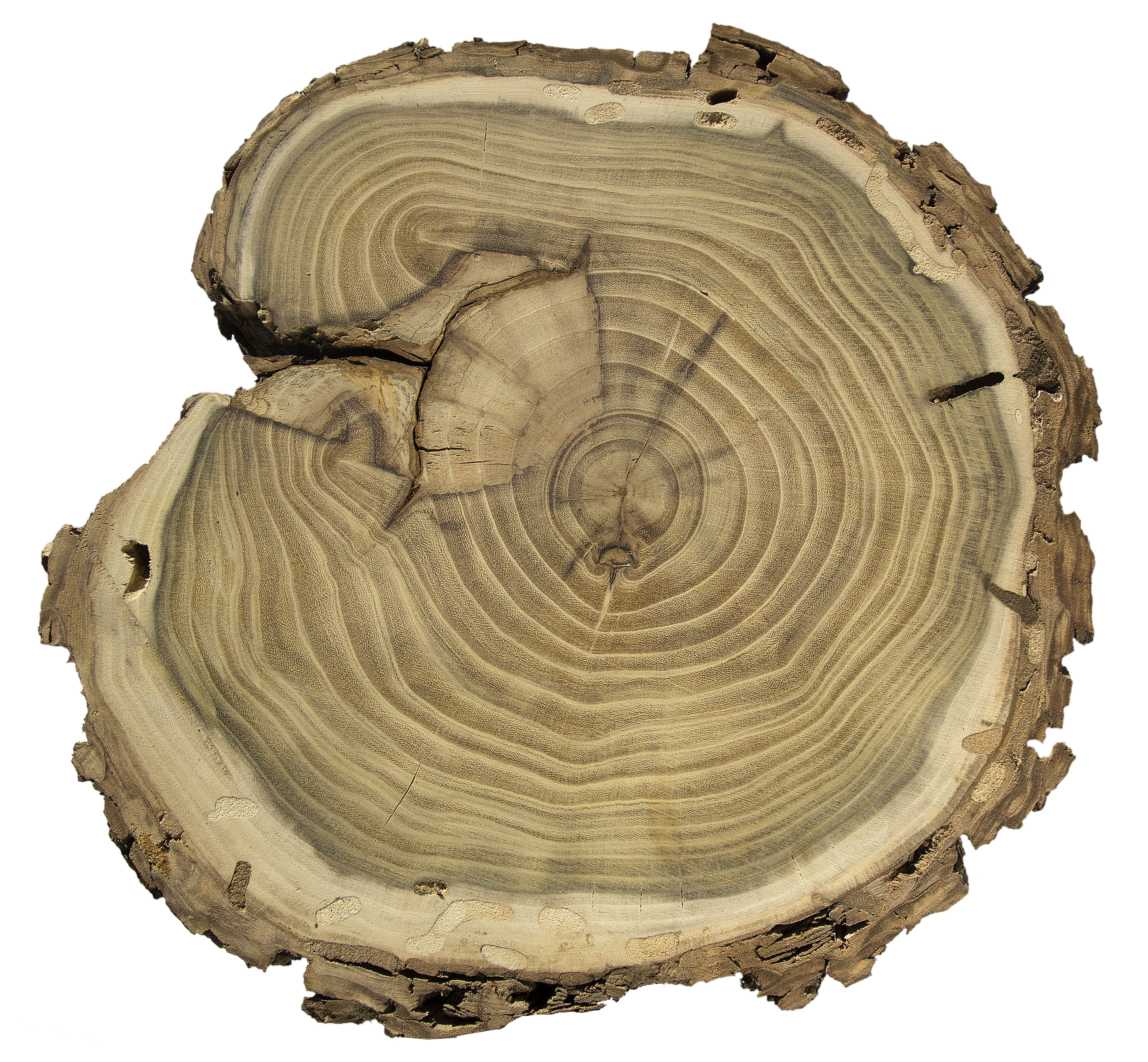
Robinia pseudoacacia

زهرة العنقود السنطية أو روبينية سنطية أو سنط كاذب أو شجرة الجراد أو سنط عنقود أو زهرة العنقود أو مسكة أو روبينيا أو الزهر الإيطالي أو سقط كاذب (بالإنجليزية: Robinia pseudoacacia)، شجرة تزيينية من فصيلة القرنيات الفراشية،
تعلو حتى 15 متراً. جذرها مُتَلَوَّ، رِئديّ، جذعها أقرع، أغصانها شائكة، أوراقها مفردة التركيب الريشي. أزهارها عناقيد بيضاء أو وردية جميلة متدلية، مرطاء تحتوي حوالي 12 بزرة. أزهارها فواحة العرف العطري، غنية الرحيق.

## الوصف
تُوجد على جذور زهرة العنقود السنطية عُقد جذرية تُساعدها على تثبيت النيتروجين، كما هو شائع في الفصيلة البقولية. يصل ارتفاع الأشجار عادةً إلى 12-30 مترًا (40-100 قدمًا) بقطر 0.61-1.22 مترًا (2-4 أقدام). وهي شجرة منتصبة للغاية ذات جذع مستقيم وتاج ضيق ينمو بشكل متناثر مع التقدم في العمر. اللحاء أسود مُحمر ورمادي مع لون أحمر أو برتقالي في الأخاديد؛ وهو مُخدد بعمق إلى أخاديد ونتوءات تمتد لأعلى ولأسفل الجذع وغالبًا ما تتقاطع وتشكل أشكالًا ماسية. تكون الفروع عادةً مُتعرجة وقد تحتوي على نتوءات وأخاديد أو قد تكون مُستديرة. عندما تكون الفروع صغيرة، تكون مُغطاة في البداية بزغب أبيض فضي؛ سرعان ما يختفي هذا، وتصبح خضراء شاحبة ثم بنية مُحمرة أو خضراء.
الأوراق الخضراء الداكنة تميل إلى الزرقة تكون أفتح على الجانب السفلي، وهي مُركبة، ما يعني أن كل ورقة تحتوي على العديد من الهياكل الصغيرة الشبيهة بالأوراق تُسمى الوريقات، والتي تكون مُزدوجة تقريبًا على جانبي الساق الذي يمر عبر الورقة (المحور). توجد عادةً ورقة واحدة في طرف الورقة (ريشية فردية)، وتترتب الأوراق بالتناوب على الساق. يبلغ طول كل ورقة 15-36 سم (6-14 بوصة) وتحتوي على 9-19 وريقة، يبلغ طول كل منها 2.5-5.1 سم (1-2 بوصة) وعرضها 0.65-1.9 سم (1⁄4-3⁄4 بوصة). تكون الوريقات مُستديرة أو مُنحنية قليلًا عند الطرف ومُستديرة عادةً عند القاعدة. تخرج الأوراق من البرعم مطوية إلى النصف، خضراء مُصفرة، مُغطاة بزغب فضي يختفي قريبًا. تحتوي كل وريقة في البداية على أذينة دقيقة، تسقط بسرعة، وترتبط بـ (المحور) بساق قصير أو سويقة. ترتبط الأوراق بالفرع بأعناق نحيلة مُشعرة مُخددة ومنتفخة عند القاعدة. تكون الأذينات خطية، زغبية، غشائية في البداية وتتطور أحيانًا إلى أشواك. تظهر الأوراق متأخرة نسبيًا في الربيع، وتتحول إلى اللون الأصفر الشاحب الصافي في الخريف. تنطوي الوريقات معًا في الطقس الرطب وفي الليل (حركة النوم)، حيث أن بعض التغيير في الوضع ليلًا هو عادة لجميع أفراد الفصيلة البقولية.
غالبًا ما تكون الأشجار الصغيرة شائكة، خاصةً على الشكير الجذرية والفروع القريبة من الأرض؛ غالبًا ما تفتقر الأشجار البالغة إلى الأشواك. يكون وجود الأشواك في زهرة العنقود السنطية مُتغيرًا تمامًا، حيث تكون بعض الأشجار شائكة بكثافة ولا تحتوي أشجار أخرى على أي أشواك على الإطلاق. تبقى الأشواك عادةً على الشجرة حتى يُستبدل اللحاء الرقيق الصغير الذي ترتبط به باللحاء السميك الناضج. تتطور من الأذينات (هياكل صغيرة شبيهة بالأوراق تنمو عند قاعدة الأوراق)، وبما أن الأذينات تكون مُزدوجة عند قاعدة الأوراق، فستكون الأشواك مُزدوجة عند قواعد الأوراق. يتراوح طولها من 0.65-2 سم (1⁄4-3⁄4 بوصة) وهي مُثلثة إلى حد ما مع قاعدة مُتوهجة ونهاية حادة. لونها بنفسجي داكن وتلتصق فقط باللحاء.
تكون البراعم الشتوية دقيقة، عارية (لا تحتوي على قشور تُغطيها)، ثلاثة أو أربعة معًا، محمية في منخفض بغطاء شبيه بالقشرة مُبطن على السطح الداخلي بطبقة سميكة من الزغب وتفتح في أوائل الربيع. عندما تتشكل البراعم، تُغطيها القاعدة المُنتفخة من العنق. تتفتح الأزهار الكبيرة في مايو أو يونيو لمدة 7-10 أيام، بعد أن تتطور الأوراق. تترتب في عناقيد مُتدلية فضفاضة (شمراخ) يبلغ طولها عادةً 10-20 سم (4-8 بوصات). تكون الأزهار نفسها بيضاء كريمية (نادرًا ما تكون وردية أو أرجوانية) مع بقعة صفراء شاحبة في الوسط وشكل فراشي غير كامل. يبلغ عرضها حوالي 2.5 سم (1 بوصة)، وهي عطرية للغاية، وتُنتج كميات كبيرة من الرحيق. كل زهرة كاملة، تحتوي على كل من الأسدية والمدقة (الأجزاء الذكرية والأنثوية). توجد 10 أسدية مُغلقة داخل البتلات؛ هذه مُلتحمة معًا في تكوين ثنائي المجموعة، حيث تتصل خيوط 9 منها لتشكيل أنبوب وتكون سداة واحدة مُنفصلة وفوق الأسدية المُتصلة. المبيض الوحيد علوي ويحتوي على عدة بُويضات. أسفل كل زهرة يوجد كأس يُشبه أنبوبًا ورقيًا بين الزهرة والساق. وهو مصنوع من سبلات مُلتحمة ولونه أخضر داكن وقد يكون مُبقعًا بالأحمر. تكون العنيقات (السيقان التي تربط الزهرة بالفرع) نحيلة، 1.3 سم (1⁄2 بوصة)، حمراء داكنة أو خضراء مُحمرة.
الثمرة هي ثمرة بقولية نموذجية، عبارة عن قرن مُسطح وأملس شبيه بالبازلاء بطول 5.1-10.2 سم (2-4 بوصات) وعرض 1.3 سم (1⁄2 بوصة). تحتوي الثمرة عادةً على 4-8 بذور. تكون البذور بنية برتقالية داكنة مع علامات غير مُنتظمة. تنضج في أواخر الخريف وتتعلق بالفروع حتى أوائل الربيع. يوجد عادةً 25500 بذرة للرطل الواحد. تكون الفلقتان بيضاوية الشكل ولحمية.
- لقطة مقربة للزهور
- فاكهة مع بذور

### التكاثر والانتشار
تتكاثر زهرة العنقود السنطية جنسيًا عبر الأزهار، ولا جنسيًا عبر الشكير الجذرية. تُلقح الأزهار بواسطة الحشرات، بشكل أساسي بواسطة حشرات غشائيات الأجنحة. يفصل التركيب الفيزيائي للزهرة بين الأجزاء الذكرية والأنثوية بحيث لا يحدث التلقيح الذاتي عادةً. تنمو الشتلات بسرعة ولكن لديها غلاف بذرة سميك مما يعني أن جميع البذور لن تنبت. يمكن إضعاف غلاف البذرة عن طريق الماء الساخن أو حمض الكبريتيك أو تجريفه ميكانيكيًا، مما يسمح لعدد أكبر من البذور بالنمو. تُنتج البذور بكميات جيدة كل عام أو كل عامين.
تُعد الشكير الجذرية طريقة مهمة للتكاثر الموضعي لهذه الشجرة. قد تنمو الجذور الشكير بعد التلف (نتيجة الاصطدام بجزّازة العشب أو تلفها بطريقة أخرى) أو حتى بدون أي تلف على الإطلاق. الشكير هي سيقان تنمو من الجذور، مباشرة في الهواء وقد تنمو لتصبح أشجارًا كاملة. يتمتع الجذع الرئيسي أيضًا بالقدرة على إنماء براعم وسيفعل ذلك بعد قطعه. هذا يجعل إزالة زهرة العنقود السنطية أمرًا صعبًا حيث يجب إزالة الشكير باستمرار من كل من الجذع والجذور وإلا ستنمو الشجرة مرة أخرى. يُعتبر هذا شكلًا من أشكال التكاثر اللاجنسي.
يسمح الشكير لزهرة العنقود السنطية بالنمو في مستعمرات غالبًا ما تستبعد الأنواع الأخرى. قد تشكل هذه المستعمرات أحراشًا كثيفة تحجب ضوء الشمس عن المنافسة. وجد أن زهرة العنقود السنطية تحتوي إما على 2n = 20 أو 2n = 22 كروموسومًا.

### محتوى الفلافونيد
أوراق زهرة العنقود السنطية تحتوي على مواد نباتية طبيعية تسمى جليكوسيدات الفلافون. هذه المواد تتكون من سكريات مرتبطة بجزيئات أخرى تسمى فلافونيدات. من أهم هذه الفلافونيدات الموجودة في هذه الأوراق: الأكايسيتين، والأبيجينين، والديسيميتين، واللوتيولين. هذه المركبات لها تركيب كيميائي معقد وترتبط ببعضها بطريقة محددة.

### أنواع مماثلة
على الرغم من تشابهه في المظهر العام مع خروب العسل، إلا أن العنقود السنطية تفتقر إلى الأشواك الطويلة المتفرعة المميزة لهذه الشجرة على الجذع، حيث تحتوي بدلاً من ذلك على أزواج من الأشواك القصيرة عند قاعدة كل ورقة؛ كما أن الوريقات أوسع بكثير من خروب العسل. قد تشبه صفيراء اليابان، الذي تحتوي على نتوءات زهور أصغر وتفتقر إلى الأشواك.

## التصنيف
زهرة العنقود السنطية هي نبات من فُصيلة الفولاوات ضمن فصيلة البقول (البقولية) وهو قريب من البازلاء والفول.
يُشار إلى زهرة العنقود السنطية عادةً باسم "السنط الكاذب" بعد اسمه النوعي "pseudoacacia"، على الرغم من أنه لا يرتبط ارتباطًا وثيقًا بالسنط، الذي ينتمي إلى فُصيلة السنطاوات. يتشابه كلا النوعين في شكل أوراقه الريشية وأشواكه، لكن أشكال الأزهار مختلفة تمامًا. يكاد يكون الخلط بين أنواع كلا الجنسين مستحيلاً في خطوط العرض العليا، حيث أن أشجار السنط موطنها المناطق شبه الاستوائية والاستوائية ولا تزدهر في المناخات الباردة التي تفضلها زهرة العنقود السنطية.

### التاريخ والتسمية
حُددت الشجرة في عام 1607 في جيمستاون من قبل المستعمرين البريطانيين، الذين استخدموا الأخشاب لبناء المنازل. سُميت الشجرة تشبيهًا لها بسيراتونيا سيليكوا، المعروفة باسم "الخروب في العالم القديم". يبدو أن المبشرين اعتقدوا أن هذه هي الشجرة التي دعمت القديس يوحنا في البرية، على الرغم من كونها موطنها أمريكا الشمالية.
اُدخلت إلى بريطانيا عام 1636. جنس روبينيا هو جنس أمريكي شمالي أصلي، ولكن عُثر على آثاره في صخور الإيوسين والميوسين في أوروبا.
سُمي الجنس على اسم البستانيين الملكيين الفرنسيين جيان روبن وابنه فيسبازيان روبن، اللذين أحضرا النبات إلى أوروبا عام 1601، فيما يمكن اعتباره إعادة إدخال. لا تزال شجرة العنقود السنطية التي زرعها جيان روبن في عام 1601 تنمو في ساحة رينيه فيفياني في باريس، ويُعتقد أنها أقدم شجرة حية في تلك المدينة. زُرعت شجرة أخرى في عام 1636 بواسطة فيسبازيان روبن في حديقة النباتات ولا يزال من الممكن رؤيتها اليوم.

## التوزيع
تعتبر العنقود السنطية موطنها الأصلي شرق الولايات المتحدة، لكن الموطن الأصلي الدقيق غير معروف بدقة حيث زُرعت الشجرة وتوجد حاليًا في جميع أنحاء القارة، في جميع الولايات الـ 48 الأدنى، وشرق كندا، وكولومبيا البريطانية. يُعتقد أن الموطن الأصلي عبارة عن مجموعتين منفصلتين، إحداهما متمركزة حول جبال الأبلاش، من بنسلفانيا إلى شمال جورجيا، والثانية غربًا تركزت حول هضبة أوزارك وجبال واشيتا في أركنساس وأوكلاهوما وميسوري.
وُسع النطاق الحالي للعنقود السنطية من قبل البشر الذين وزعوا الشجرة لأغراض تنسيق الحدائق ويشمل الآن باكستان والهند وأستراليا وكندا والصين وأوروبا وشمال وجنوب إفريقيا والمناطق المعتدلة في آسيا ونيوزيلندا وجنوب أمريكا الجنوبية.

## البيئة
زهرة العنقود السنطية نوع لا يتحمل الظل ولذلك فهو نموذجي للغابات الشابة والمناطق المضطربة حيث يتوفر ضوء الشمس بكثرة وتكون التربة جافة. بهذا المعنى، يمكن اعتبار زهرة العنقود السنطية شجرة حشائش. كما تنتشر أيضًا عن طريق البراعم أو الجذور الأرضية، مما يساهم في الطبيعة العشبية لهذا النوع.
عند النمو في المناطق الرملية، يمكن لهذا النبات إثراء التربة عن طريق عقده المثبتة للنيتروجين، مما يسمح لأنواع أخرى بالانتقال إليها. على التربة الرملية، قد تحل زهرة العنقود السنطية محل نباتات أخرى لا تستطيع تثبيت النيتروجين.
زهرة العنقود السنطية هي نبات نموذجي للتعاقب الأولي، وهو نوع رائد. تنمو بشكل أفضل في ضوء الشمس الساطع ولا تتحمل الظل جيدًا. تتخصص في استعمار المناطق المضطربة وحواف الغابات قبل أن تُستبدل في النهاية بأنواع أطول أو أكثر تحملاً للظل. تفضل التربة الجيرية الجافة إلى الرطبة ولكنها تنمو في معظم أنواع التربة طالما أنها ليست رطبة أو سيئة التصريف. تتحمل هذه الشجرة نطاق درجة حموضة التربة من 4.6 إلى 8.2. ضمن نطاقها الأصلي، تنمو على تربة مجموعات إنسيبتيسول وأولتيسولز وألفيسولس، لكنها لا تنمو بشكل جيد على التربة المتراصة أو الطينية أو المتآكلة. زهرة العنقود السنطية جزء من غابات الأبالاش المختلطة المتوسطة.
تُعد زهرة العنقود السنطية مضيفًا لما يصل إلى 67 نوعًا من حرشفيات الأجنحة، وتوفر غطاءً قيِّمًا عند زراعتها في مناطق مفتوحة سابقًا. تأكل بذورها السمان وطيور الصيد الأخرى والسناجب. قد يعشش نقار الخشب في الجذع لأن الأشجار القديمة غالبًا ما تكون مصابة بتعفن القلب (مرض فطري يُسبّب تحلّل الخشب في مركز الجذع والفروع). كما أن اللحاء ذو الأخاديد العميقة يجعله نوعًا مفضلًا لبعض أوكار الخفافيش.

### الآفات
تُهاجم حفارة الأوراق أودونتوتا دورساليس الشجرة في الربيع وتحول الأوراق إلى اللون البني بحلول منتصف الصيف، مما يُبطئ نمو الشجرة وإن لم يكن ذلك بشكل خطير. تصنع يرقات حفار الساق ميغاسيلين روبينيا أنفاقًا في جذع الشجرة وتجعلها أكثر عرضة للسقوط بفعل الرياح. يُعتبر تعفن القلب المرض الوحيد الهام الذي يُصيب شجر العنقود السنطية. يُهاجم زهرة العنقود السنطية أيضًا كلوروجينوس روبينيا الذي يُسبب نمو ما يُعرف بـ "مكنسة الساحرة"؛ تُعتبر الأوردة الصافية في الوريقات أحد أعراض هذا المرض. تُعتبر زهرة العنقود السنطية من بين العوائل التكاثرية المفضلة لحفار الثقوب متعدد العوائل (يوالاسيا فورنيكاتوس). يقوم حفار الثقوب متعدد العوائل بحفر أنفاق داخل الأشجار، حيث يزرع فطرًا من نوع الفيوزاريوم كمصدر للغذاء. تتعطل الأجهزة الوعائية للشجرة؛ مما يتسبب في موت الأطراف.

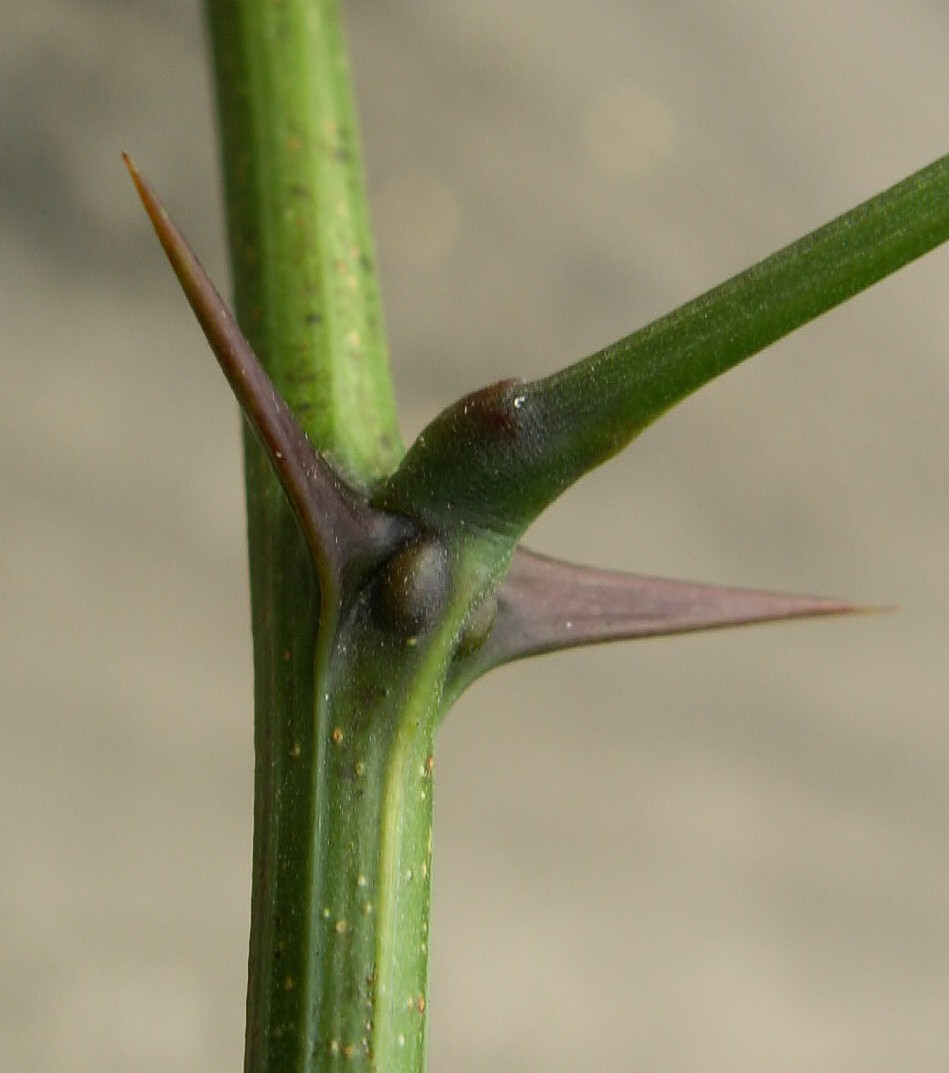
لقطة مقربة للأشواك

### الاجتياحية
تُعتبر زهرة العنقود السنطية نوعًا مجتاحًا في قارته الأصلية، وتحديدًا في غرب الولايات المتحدة، ومنطقة نيو إنجلاند، وشمال كاليفورنيا، وفي الغرب الأوسط. في مناطق البراري والسافانا في الغرب الأوسط، يمكن أن تهيمن زهرة العنقود السنطية وتظلل الموائل المفتوحة. هذه النظم البيئية آخذة في التناقص في الحجم، وتساهم زهرة العنقود السنطية في هذا الانخفاض؛ عندما تغزو زهرة العنقود السنطية منطقة ما، فإنها تحول النظام البيئي العشبي إلى نظام بيئي حرج حيث تُزاح الأعشاب. اُدرجت زهرة العنقود السنطية على أنها نوع مجتاح في كونيتيكت وويسكونسن وميشيغان، وهي محظورة في ماساتشوستس.
في أستراليا، أصبحت زهرة العنقود السنطية متوطنًة داخل فيكتوريا ونيو ساوث ويلز وجنوب أستراليا وغرب أستراليا. تُعتبر هناك من الأعشاب البيئية. في جنوب إفريقيا، تُعتبر من الأعشاب الضارة بسبب عادتها في تكوين الشكير.

## السمية
اللحاء والأوراق والخشب سامة لكل من البشر والماشية. المكونات الهامة للنبات هي توكسالبومين روبين، الذي يفقد سميته عند تسخينه، وروبينين، وهو غلوكوزيد غير سام.
الخيول التي تستهلك النبات تظهر عليها علامات فقدان الشهية والاكتئاب وسلس البول والمغص والضعف وعدم انتظام ضربات القلب. عادة ما تظهر الأعراض بعد حوالي ساعة واحدة من الاستهلاك، والرعاية البيطرية الفورية مطلوبة.
يمكن أن تسبب نشارة الخشب ونفايات الخشب من أخشاب العنقود السنطية التهاب الجلد التماسي للأشخاص الحساسين.

## الزراعة والاستخدامات
يمكن إكثار زهرة العنقود السنطية بسهولة من الجذور أو الخشب اللين أو الخشب الصلب. يمكن تطعيم الأصناف، مما يضمن أن النبات الجديد هو نسخة مطابقة وراثيًا للنبات الأصلي. في أوروبا، غالبًا ما تُزرع على طول الشوارع وفي الحدائق، خاصة في المدن الكبيرة، لأنها تتحمل التلوث جيدًا.

### الأصناف
توجد عدة أصناف، فريزيا (روبينيا الذهبية) هي واحدة من أكثرها زراعة.
- اعتُبرت ديكايسنيانا صنفًا ولكنها في الواقع هجين (روبينا سودوأكاسيا اكس روبينا فيسكوزا). لها أزهار وردية فاتحة اللون وأشواك صغيرة أو معدومة.
- تُزرع فريزيا، وهي سلالة ذات أوراق صفراء خضراء زاهية وأشواك حمراء، أحيانًا كشجرة زينة.
- 'الرداء الأرجواني' لها أزهار وردية داكنة ونمو جديد بلون برونزي أحمر. تميل الأزهار إلى الاستمرار لفترة أطول من الشجرة البرية.
- 'تورتوسا'، شجرة صغيرة ذات أغصان منحنية ومشوهة.[33]
- 'يونيفوليولا'، نبات ذو منشورات أقل، ولا أشواك، وارتفاع أقصر.

انتشرت زهرة العنقود السنطية واستُخدمت كنبات للتحكم في التعرية نظرًا لسرعة نموها وهي عمومًا شجرة قوية. الخشب، الذي يُعتبر أكثر أنواع الخشب متانة في أمريكا الشمالية، كان مرغوبًا فيه للغاية وحفز الناس على نقل الشجرة إلى مناطق ليست موطنها الأصلي حتى يمكن زراعة الخشب واستخدامه.

### الطعام والدواء

#### العسل
تعتبر زهرة العنقود السنطية نباتًا رئيسيًا لإنتاج العسل في شرق الولايات المتحدة، وقد زُرع في الدول الأوروبية. في العديد من الدول الأوروبية، هو مصدر عسل السنط الشهير. يبدأ الإزهار بعد 140 يومًا من درجات النمو. ومع ذلك، فإن فترة ازدهاره قصيرة (حوالي 10 أيام) ولا ينتج محصولًا من العسل باستمرار عامًا بعد عام. يمكن أن يكون للأحوال الجوية تأثير كبير على كمية الرحيق التي تُجمع أيضًا؛ في أوهايو على سبيل المثال، يحدث تدفق جيد لعسل السنط في سنة واحدة من كل خمس سنوات.

#### منتجات أخرى
في الطب التقليدي في الهند، تُستخدم أجزاء مختلفة من نبات روبينيا سودوأكاسيا كملين ومضاد للتشنج ومدر للبول. في لغرية بإيطاليا ورومانيا تُستخدم الأزهار أحيانًا لإنتاج مربى حلو ومعطر. هذا يعني الحصاد اليدوي للأزهار، وإزالة البذور وغلي البتلات مع السكر، بنسب معينة، للحصول على مربى حلو خفيف وعطر رقيق.
على الرغم من أن اللحاء والأوراق سامة، تشير تقارير مختلفة إلى أن بذور وبراعم زهرة العنقود السنطية الصغيرة صالحة للأكل. البذور المقشورة آمنة للحصاد من الصيف حتى الخريف، وهي صالحة للأكل نيئة ومسلوقة. نظرًا لصغر حجم البذور، قد يكون تقشيرها بكفاءة أمرًا شاقًا وصعبًا. في فرنسا وإيطاليا ورومانيا، تُؤكل أزهار روبينيا سودوأكاسيا على شكل فطائر بيينييه بعد تغطيتها بالعجين السائل وقليها في الزيت؛ كما تُؤكل أيضًا في اليابان، إلى حد كبير على شكل تمبورا.

### مكافحة التعرية
يُعتبر نبات روبينيا سودوأكاسيا نباتًا ممتازًا للنمو في المناطق المتضررة كنبات لمكافحة التعرية. تساعد الجذور الضحلة والعدوانية لزهرة العنقود السنطية في التمسك بالتربة، وتسمح لها البكتيريا المثبتة للنيتروجين الموجودة على نظام جذرها بالنمو في التربة الفقيرة، مما يجعلها مستعمرًا مبكرًا للمناطق المتضررة. من خلال الاستغناء عن التطبيق الجماعي للأسمدة، اكتسبت زهرة العنقود السنطية وأنواع الأشجار والشجيرات الأخرى المثبتة للنيتروجين أهمية في إدارة الغابات.

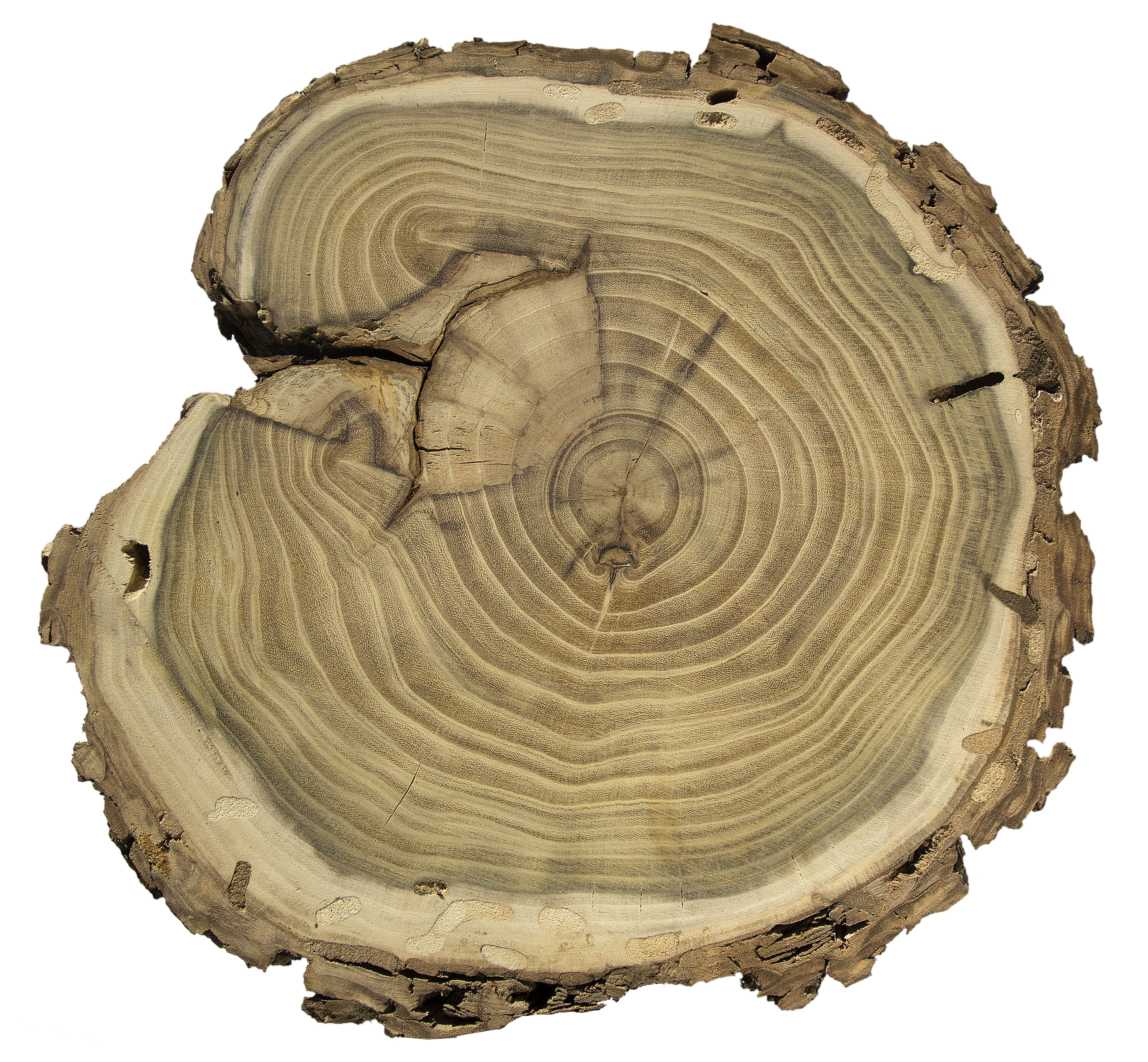
حلقات الشجر

### الحطب
يُزرع روبينيا سودوأكاسيا لاستخدامه كحطب، حيث ينمو بسرعة، ويتمتع بمرونة عالية في مجموعة متنوعة من التربة، وينمو مرة أخرى بسرعة بعد الحصاد من نظام الجذور الحالي (أي التنسيغ).
يُعتبر روبينيا سودوأكاسيا ذو قيمة عالية كحطب لمواقد حرق الخشب؛ فهو يحترق ببطء، مع قليل من اللهب أو الدخان المرئي، ولديه محتوى حراري أعلى من أي نوع آخر ينمو على نطاق واسع في شرق الولايات المتحدة، وهو مماثل للمحتوى الحراري للفحم الصلب. للحصول على أفضل النتائج، يجب تجفيفه مثل أي خشب صلب آخر، ولكن روبينيا سودوأكاسي يحظى أيضًا بشعبية لقدرته على الاحتراق حتى عندما يكون رطبًا. في المواقد، قد يكون أقل إرضاءً لأن العقد وتلف الخنافس تجعل الخشب عرضة لـ "قذف" الجمرات لمسافات تصل إلى عدة أقدام. إذا قُطعت زهرة العنقود السنطية وجُففت وهي لا تزال صغيرة نسبيًا (في غضون 10 سنوات)، فذلك يُقلل من تلف الخنافس، ومشاكل "القذف" تكون ضئيلة.

### البناء
يُقدّر صانعو السفن في أمريكا الشمالية هذا الخشب الصلب المحلي أيضًا لصنع أوتاد خشبية مقاومة للعفن في بناء السفن الخشبية التقليدية.

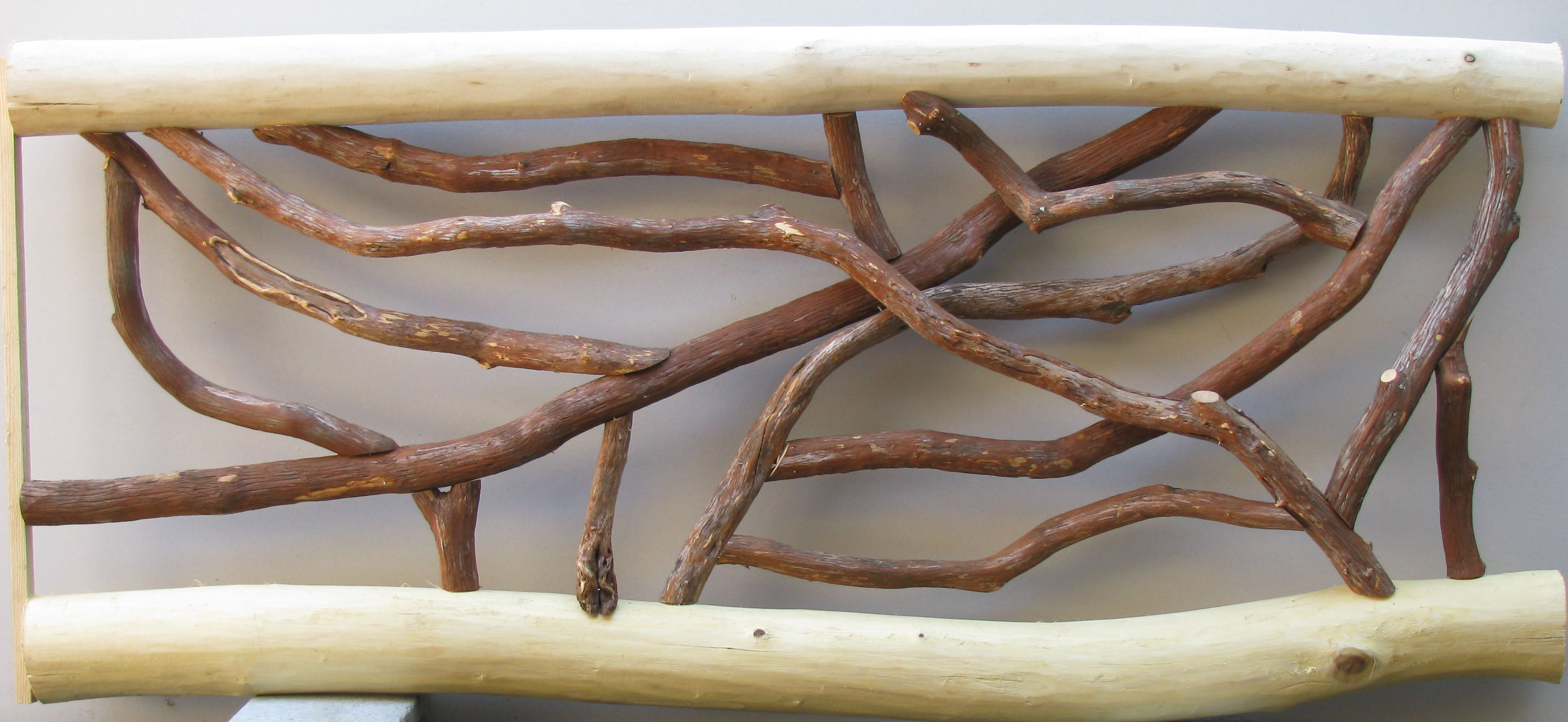
درابزين الجراد

يتميز الخشب بصلابته الشديدة، حيث يُعتبر من أصلب أنواع الخشب في أمريكا الشمالية، حيث تبلغ صلابته وفقًا لاختبار جانكا 1700 رطل قوة (7560 نيوتن) وكثافتة النسبية 0.733 (733 كيلوغرامًا للمتر المكعب أو 45.7 رطلًا للقدم المكعبة). يتميز بمقاومته الشديدة للعفن ومتانته، مما يجعله مرغوبًا فيه للأثاث والأرضيات والتكسية وأعمدة السياج والقوارب المائية الصغيرة. يُعتبر خشب الجراد الأسود منتجًا خشبيًا عضويًا عالي المتانة لا يتطلب معالجة كيميائية للحفاظ على جماله لمدة 50 عامًا أو أكثر. [47] تتميز الألواح الرطبة المقطوعة حديثًا برائحة كريهة تختفي مع التوابل. لا يزال خشب زهرة العنقود السنطية مستخدمًا في بعض أنظمة مماسك الدرابزين الريفية. في هولندا وأجزاء أخرى من أوروبا، يُعتبر خشب زهرة العنقود السنطية من أكثر الأشجار المحلية مقاومة للعفن، وقد بدأت مشاريع للحد من استخدام الخشب الاستوائي من خلال الترويج لهذه الشجرة وإنشاء مزارع. تسمح مركبات الفلافونويد الموجودة في الخشب القلبي للخشب بالبقاء لأكثر من 100 عام في التربة.
بفضل لونه الأصفر الفاتح وقوته، اُستخدم الخشب على نطاق واسع في التطعيمات والشرائط الزخرفية في الأثاث في إنجلترا وفرنسا في القرنين السابع عشر والثامن عشر، تحت اسم "أكاسيا" أو "أكاسيا فيرجينيا". في الآونة الأخيرة، أصبح خشب الروبينيا شائعًا لأثاث الحدائق ومعدات الملاعب.
في عام 1900، أُفيد بأن قيمة العنقود السنطية قد دُمرت عمليًا في جميع أنحاء الولايات المتحدة تقريبًا باستثناء الغابات الجبلية التي هي موطنها بسبب حفارات الجراد (ميجاسيلين روبينيا) التي تنخر الجذع والفروع. لولا هذه الحشرات، لكانت واحدة من أكثر أشجار الأخشاب قيمة التي يمكن زراعتها في الولايات الشمالية والوسطى. تنمو الأشجار الصغيرة بسرعة وقوة لعدد من السنوات، ولكن سرعان ما تصبح متقزمة ومريضة، ونادرًا ما تعيش طويلًا بما يكفي لتحقيق أي قيمة تجارية.

## في الثقافة
في آسيا، زُرع العديد من أشجار العنقود السنطية، التي تُسمى سيهواي (بالصينية: 刺槐)، أو ببساطة "أشجار الأكاسيا"، في داليان، لياونينغ، الصين، خلال الاحتلال الروسي والياباني، وهي محبوبة من قبل السكان المحليين: يوجد شارع الأكاسيا في وسط المدينة؛ يُحتفل بمهرجان زهرة الأكاسيا كل عام في شهر مايو؛ ويُجمع عسل الأكاسيا في الضواحي من قبل مربي النحل.

## المركبات
في اللَّحاء: روبين، فازين، إيمولزين، مادة ملونة. الورق: روبينين، أملاح، الازهار، زيتها دهني.

## معرض الصور

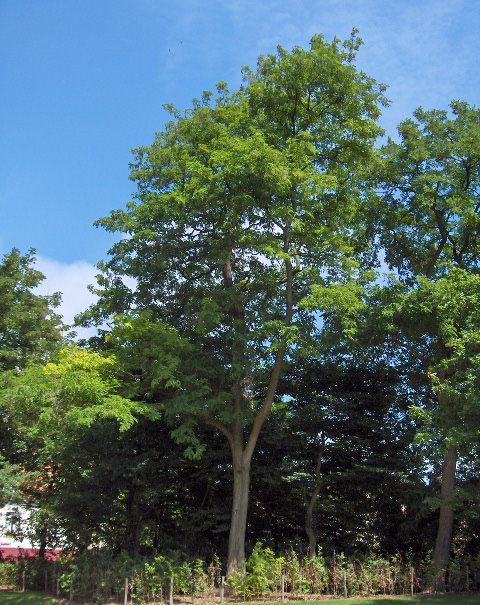
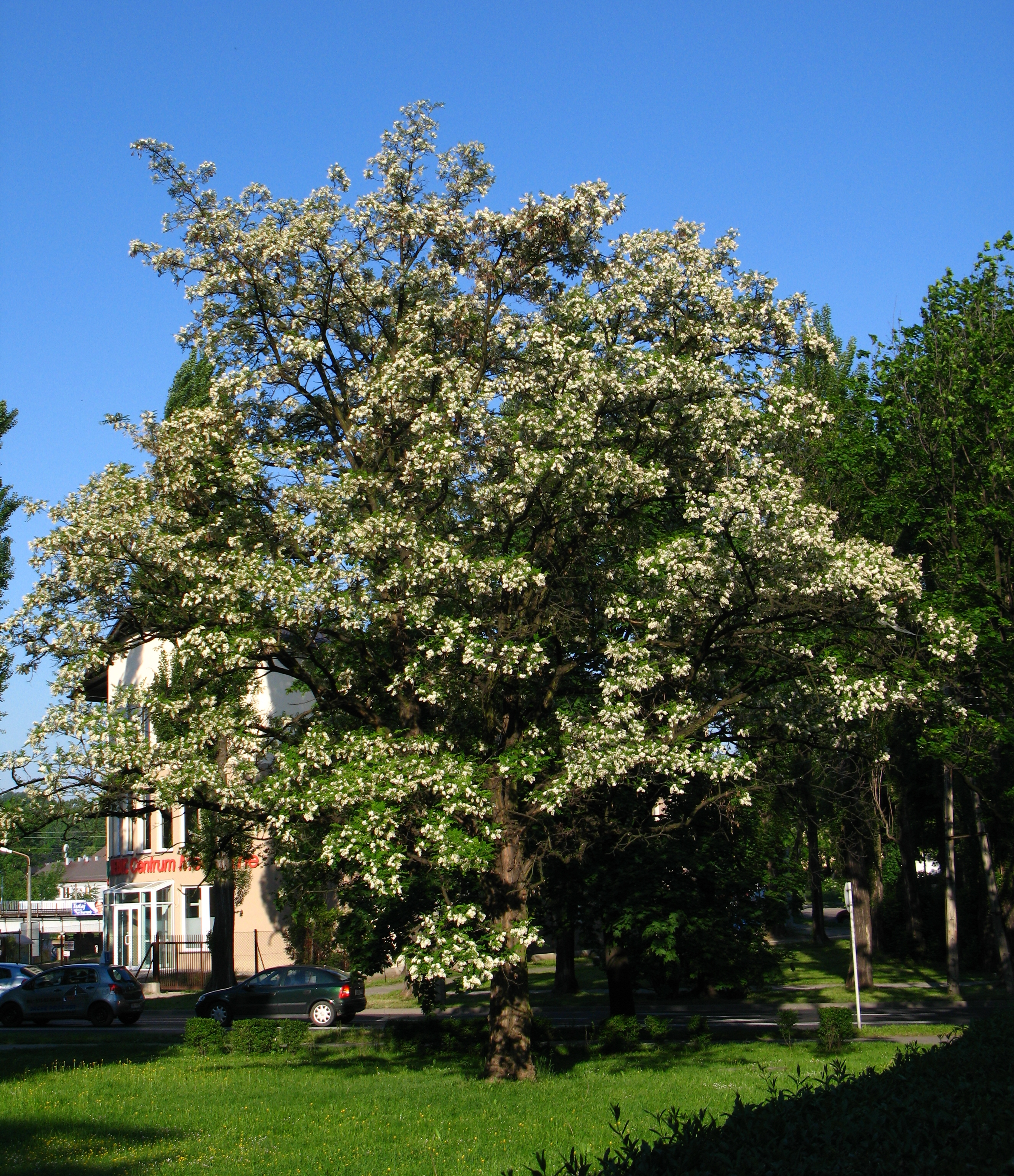
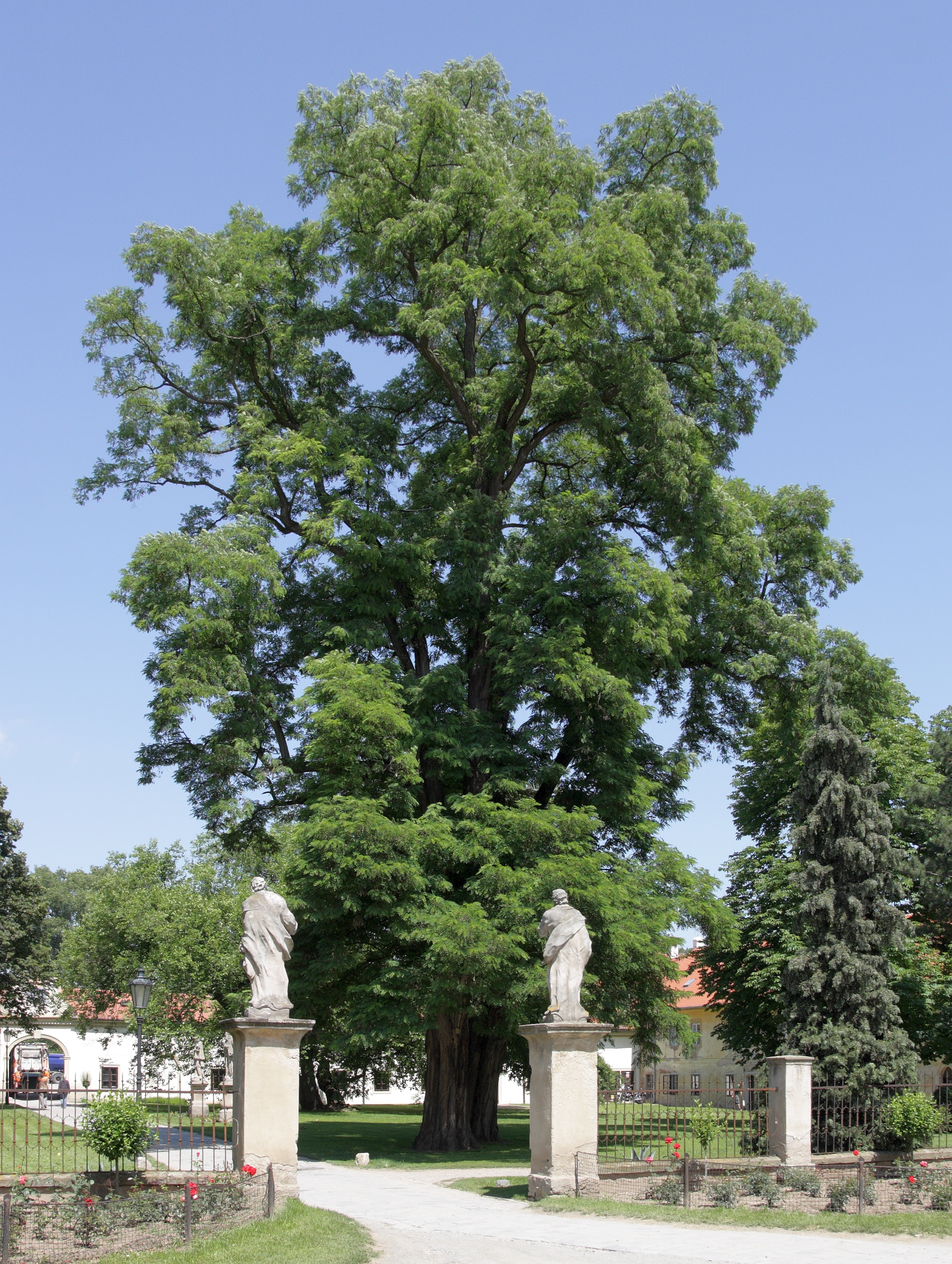
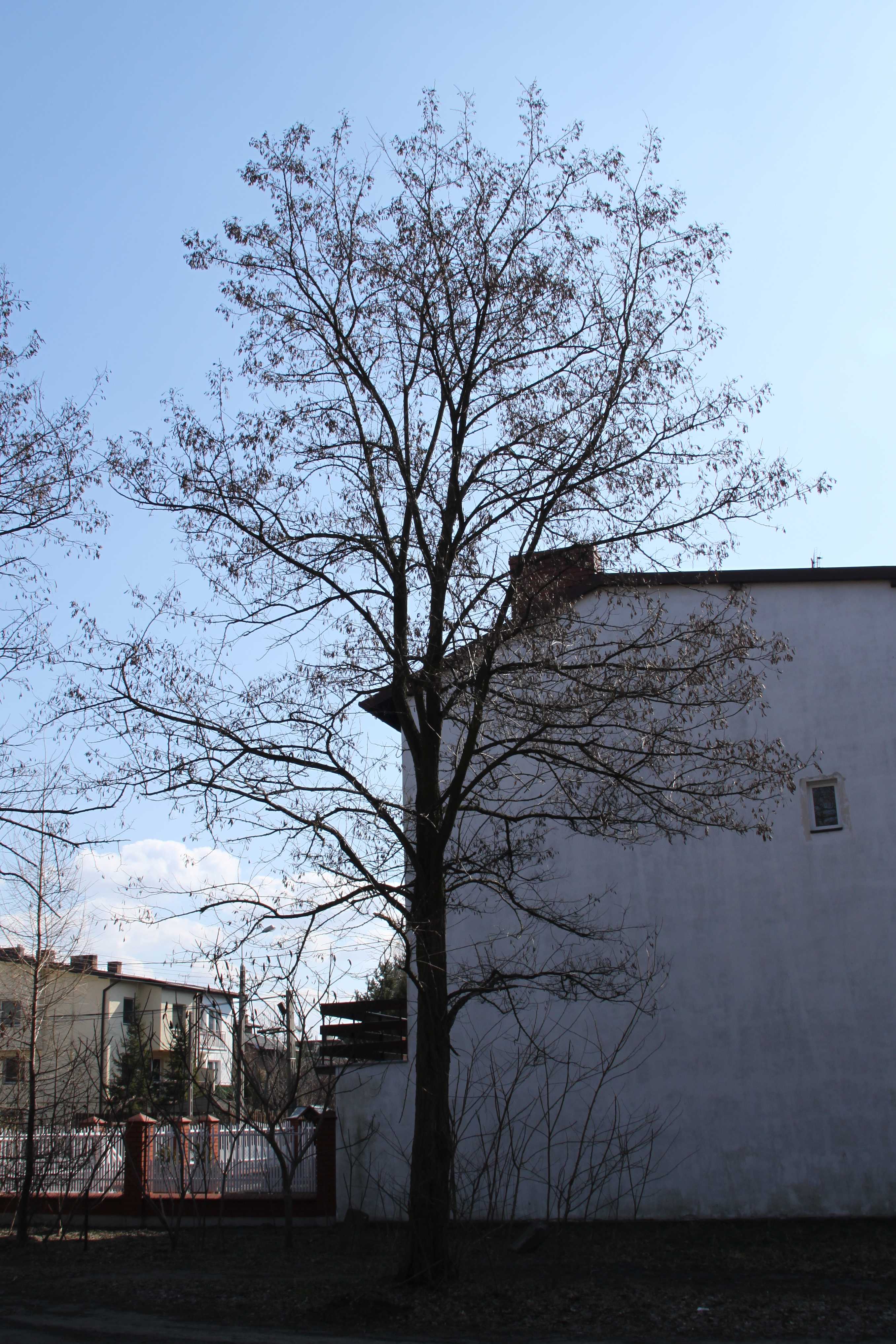
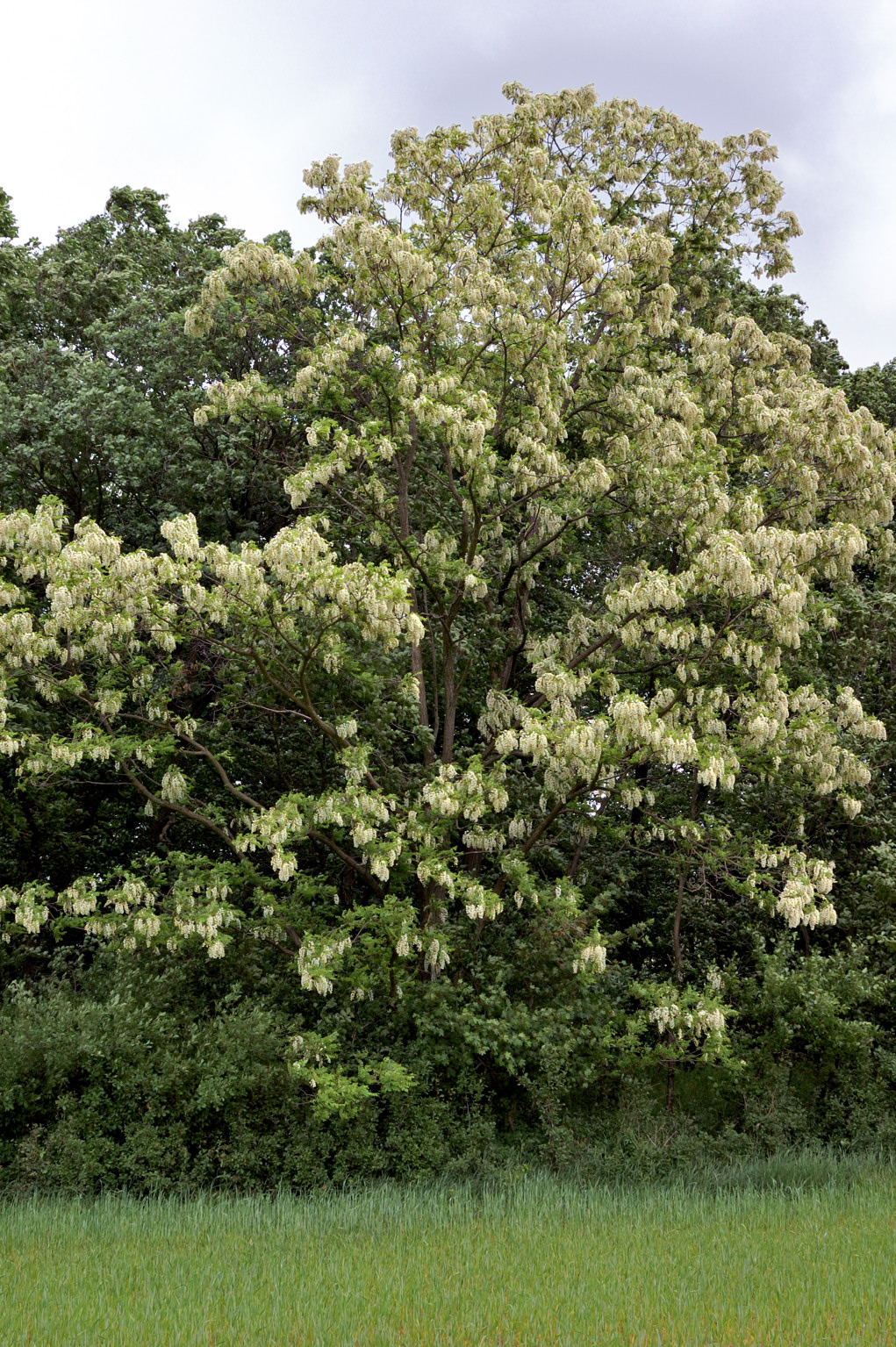
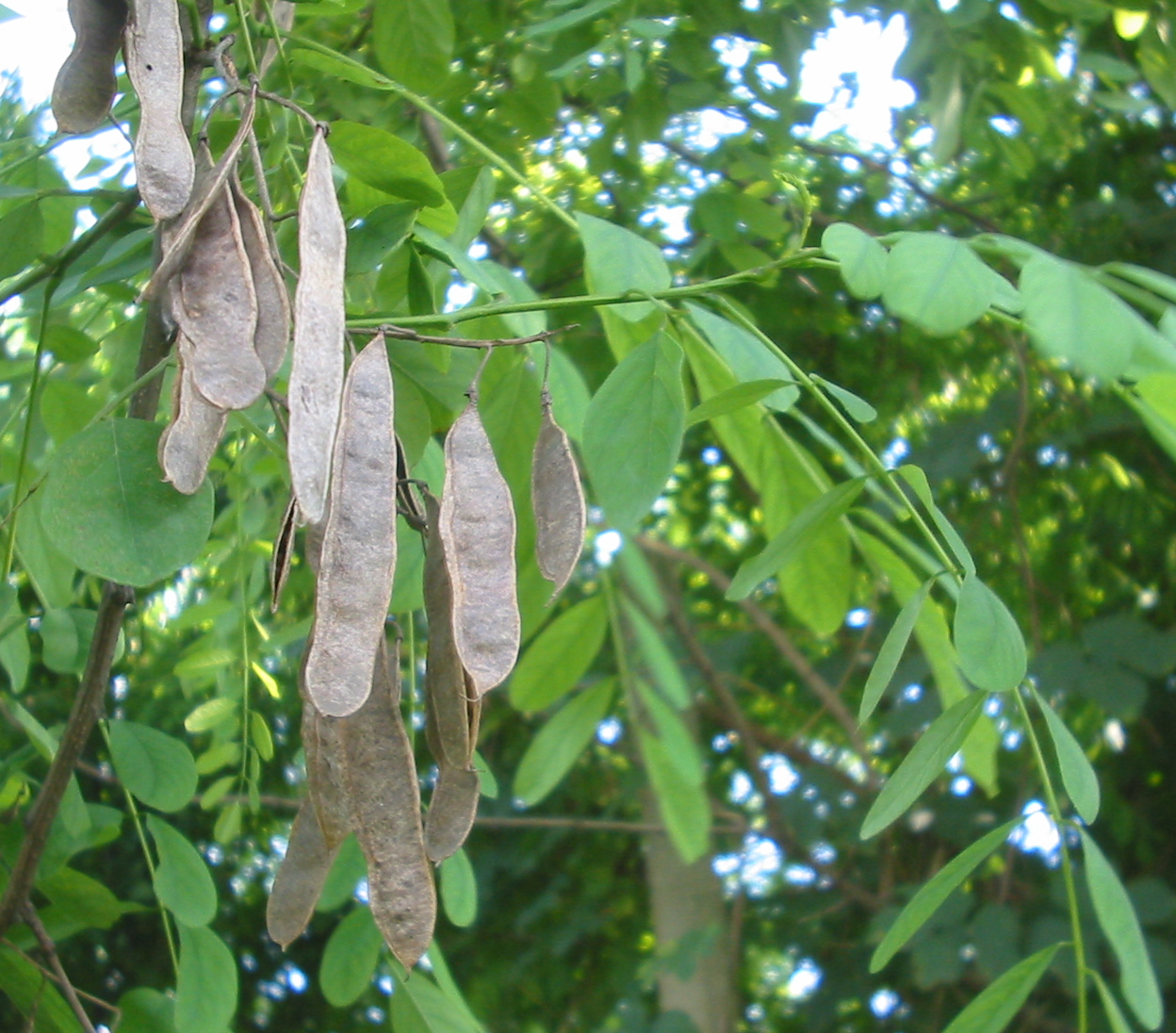
قرون
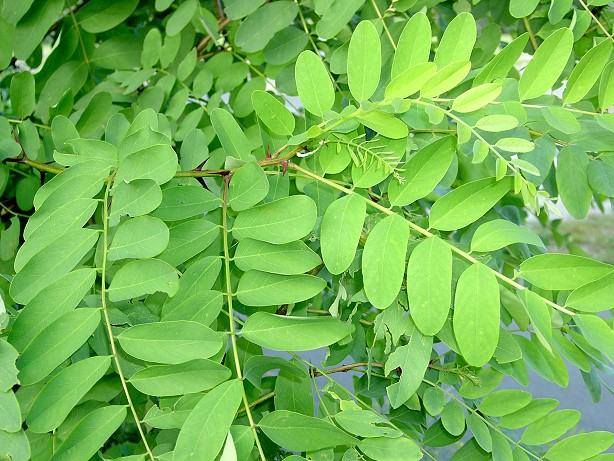
الورق
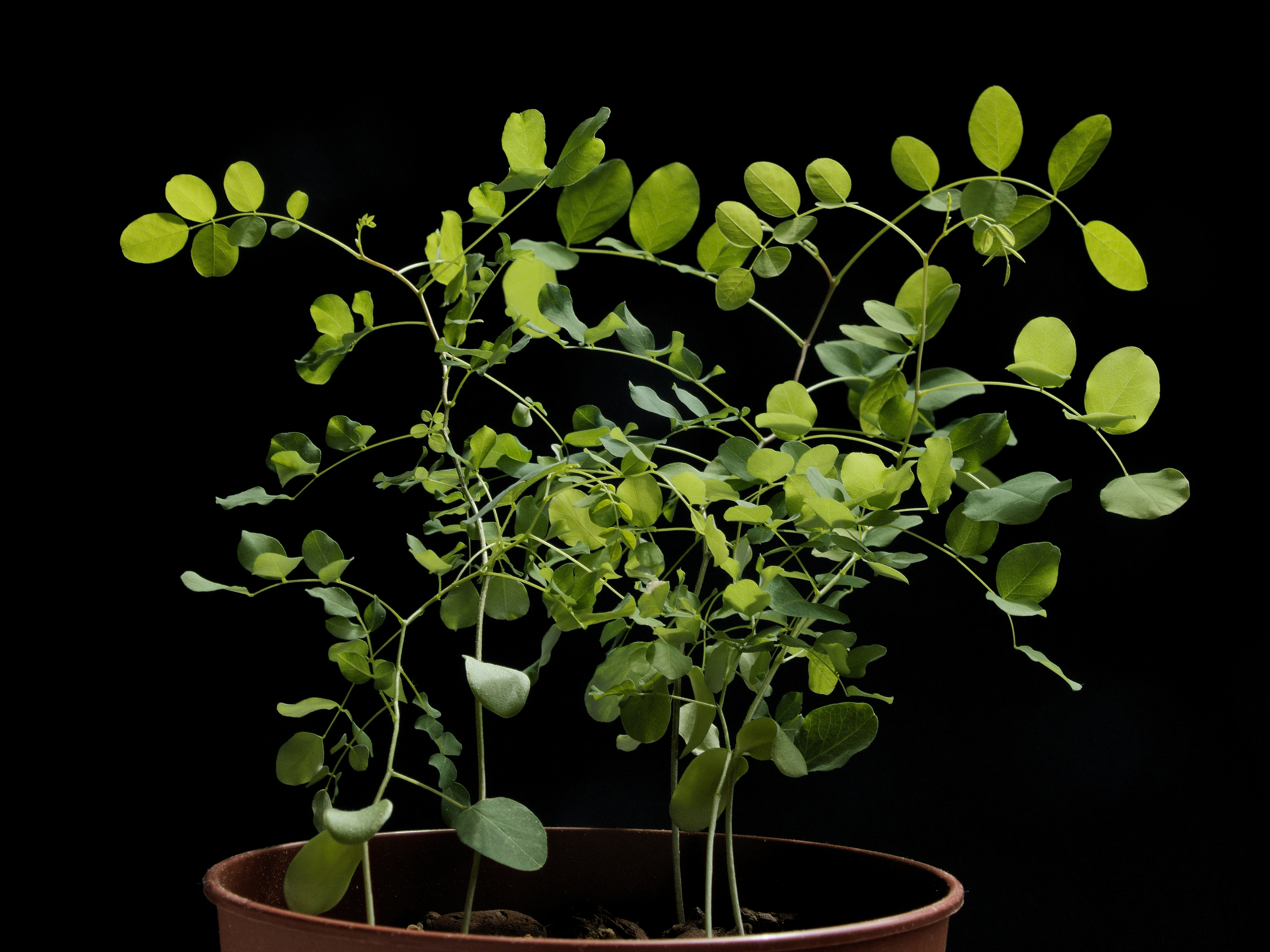